# Chionaspis tangana
Chionaspis tangana är en insektsart som först beskrevs av Karl Hermann Leonhard Lindinger 1910.  Chionaspis tangana ingår i släktet Chionaspis och familjen pansarsköldlöss.
Artens utbredningsområde är Tanzania. Inga underarter finns listade i Catalogue of Life.